# África González Fernández
África González Fernández (n. Madrid, 1962) es una médica inmunóloga española, catedrática de Inmunología en la Universidad de Vigo, cofundadora de la empresa Nanoinmunotech y académica de la Real Academia de Farmacia de Galicia.

## Biografía
Nació en el Hospital de Santa Cristina de Madrid, hija de José Juan González Blasco y María Paz Fernández Alonso. Es la tercera de cuatro hermanos (César Carlos, Francisco Javier y Ana Isabel). Vivió durante 24 años en Alcalá de Henares y, posteriormente, residió en Madrid, en Cambridge (RU), y en Ramallosa-Nigrán (Pontevedra). Está casada con José María Esteban García y tiene dos hijos: Ricardo Juan y Alberto Javier.
Entre los años 1980 y 1986, estudió la licenciatura de Medicina y Cirugía en la Universidad de Alcalá, obteniendo el Premio Extraordinario de su promoción. Su afición por las ciencias, y conocer las bases de las enfermedades la llevaría a centrarse en investigación, y a escoger la especialidad de inmunología por su carácter transversal. Realizó la especialidad MIR de Inmunología durante los años 1987-1991 en el Servicio de Inmunología de la Clínica Puerta de Hierro de Madrid. En 1991, publicó su tesis doctoral en Medicina y Cirugía en la Universidad de Alcalá, titulada «Mecanismo de proliferación y muerte celular en el timo humano», supervisada por los doctores Francisco Gambón Deza y Fernando Díaz Espada.
Su tiempo libre lo dedica a impartir conferencias en foros, escribir libros y publicar cientos de artículos en revistas.

### Trayectoria profesional
Estudió la licenciatura de Medicina y Cirugía en la Universidad de Alcalá (Madrid), con premio extraordinario. Realizó la especialidad de Inmunología (sistema MIR) en el servicio de Inmunología de la Clínica Puerta de Hierro, de Madrid (1986-1991) al mismo tiempo que la tesis doctoral, la cual presentó en la Universidad de Alcalá en mayo de 1991. Con una beca EMBO, realizó una breve estancia en el Laboratory of Molecular Biology (LMB) del Medical Research Council (MRC) de Cambridge, para aprender técnicas de biología molecular. Tras finalizar la tesis y especialidad, realizó una estancia postdoctoral de cuatro años en el Laboratory of Molecular Biology de Cambridge (RU) bajo la supervisión del doctor César Milstein, premio Nobel junto con el doctor G. Köhler por la técnica de obtención de anticuerpos monoclonales. Durante esta estancia, llevó a cabo estudios del proceso de hipermutación somática, poniendo en marcha técnicas innovadoras y empleo de animales transgénicos. Recibió una beca de retorno europeo y, en 1996, se incorporó a la Universidad de Vigo, creando la primera área de Inmunología de las tres universidades gallegas. Es catedrática de Inmunología de la Universidad de Vigo desde 2009.
Ha sido Directora del Centro de Investigaciones Biomédicas (CINBIO) de la Universidad de Vigo (2009-2019). Lidera un grupo de investigación en la respuesta inmunitaria, inmunología básica y aplicada y en el desarrollo de vacunas que puedan ayudar a erradicar enfermedades infecciosas, como la tuberculosis. También, emplea nanovacunas para terapia de cáncer. Es coordinadora del área de Enfermedades infecciosas e inflamatorias y enfermedades inmunomediadas en el Instituto de Investigación sanitaria Galicia sur (IIS-GS), y forma parte del comité científico de dicho instituto. Ha sido coordinadora de diversos proyectos, como el BIOCAPS, proyecto institucional en el Instituto Biomédico de Vigo, financiado con casi 5 millones de euros por la Unión Europea, para el desarrollo del ámbito biomédico en el sur de Galicia.
Su otra gran pasión ha sido la nanomedicina, donde desarrolló un biosensor para identificar células tumorales, y estudia la interacción entre nanomateriales y el sistema inmunitario.
En 2009, fue cofundadora de la empresa spin-off Nanoinmunotech, dedicada al desarrollo de tecnologías mediante el empleo de nanomateriales, que ha llegado a vender sus productos a 45 países.
Ha sido presidenta de la Sociedad Española de Inmunología (2016-2020) e integrante de las plataformas europeas y españolas de nanomedicina, colaborando con varios grupos europeos y estadounidenses. Forma parte de la red de esclerosis múltiple y de la red de inmunoterapia del cáncer. Forma parte del Consejo Gallego de Salud. Ha sido nombrada Académica Correspondiente de la Real Academia de Farmacia de Galicia (2019).
Ha coordinado cursos de verano de Inmunología en colaboración con la Universidad Internacional Menéndez Pelayo (2018, 2019 y 2020). Ha sido ponente invitada en diversos congresos y seminarios, y desarrolla una labor intensa de divulgación de la Inmunología a través de actividades en colegios, institutos, televisión, prensa y radio.
Ha publicado cientos de artículos científicos, libros y capítulos de libros, así como artículos de divulgación.

## Premios y reconocimientos
- 2016-2020. Presidenta de la Sociedad Española de Inmunología.[1]
- 2018. Premio Mujer Científica del IES Val Miñor.[20]
- 2018. Avatar de Cómic: Inmuno Power.[Nota 1] Personaje creado por los alumnos del CEIP de Laredo, en Redondela (Galicia).[1]
- 2019. Finalista Premios europeos en «Mujeres Innovadoras».[16][26][19][27][28]
- 2019. Premio Trayectoria Profesional, otorgado por la Asociación de Empresarias Galicia.[29]
- 2019. Académica de La Real Academia de Farmacia de Galicia.[30][31]
- 2022. Premio de Igualdad Ernestina Otero.[32]
- 2023. Viguesa distinguida.[33]
- 2023. Medalla de Miembro de Honor Distinguido del Instituto Cultura, Ciencia y Tecnología (ICCT) en el área de divulgación científica en el ámbito biomédico.[34]